# Kentrochrysalis heberti
Kentrochrysalis heberti là một loài bướm đêm thuộc họ Sphingidae. Loài này có ở miền trung Trung Quốc.